# Lingua pontica
La lingua pontica (nome nativo ποντιακόν λαλίαν, pontiakòn lalìan) è una lingua greca parlata in Grecia, Georgia, Kazakistan, Russia, Ucraina e in Turchia.

## Distribuzione geografica
Secondo stime del 2009, il pontico è parlato da 400 000 persone in Grecia, stanziate in prevalenza in Macedonia, e da 4 000 persone nella Turchia. La lingua è attestata anche in altri paesi, tra cui Azerbaigian, Canada, Georgia, Kazakistan, Russia, Ucraina e Stati Uniti d'America, per un totale complessivo di 1 178 000 locutori. Tuttavia nel corso degli anni il loro numero è sceso, per arrivare a 778 000 persone circa nel 2015.

## Storia

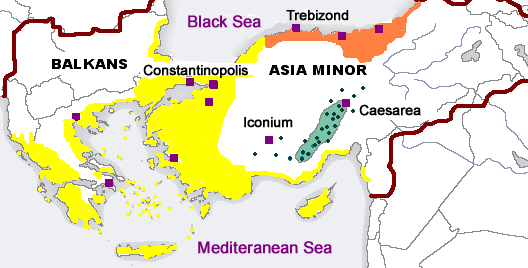
Distribuzione dei dialetti greci nell'impero Bizantino tra i secoli XII e XV.

Il pontico deriva dal greco attico, con influenze del greco bizantino, del turco e in minor misura del persiano e di varie lingue caucasiche.
La colonizzazione greca delle coste del Mar Nero risale all'antichità ma, dopo la scomparsa dell'Impero bizantino, i greci del Ponto sono rimasti isolati per secoli e la loro lingua si è evoluta indipendentemente, tanto che pontico e greco moderno non sono più mutuamente comprensibili.
Parlato in origine sulle coste meridionali del Mar Nero, l'antico Ponto, nel XVIII e XIX secolo i pontici migrarono sulle coste settentrionali e orientali, in quello che allora costituiva l'Impero russo.